# Padinemty
Padinemty est le nom de naissance  (Le don de Nemty), d'un roi d'Hermopolis ou de Lycopolis (Assiout).

## Attestation
Padinemty n'est connu que par un papyrus funéraire datant de la XXVe dynastie.

## Chronologie
Kitchen place ce roi comme potentiel successeur de Djéhoutyemhat à Hermopolis et en ferait donc l'un des derniers opposants au roi de la XXIVe dynastie Bakenranef. Payraudeau ne nomme pas ce roi.